# Ricardo Charry Solano
Ricardo Charry Solano (Bogotá, 18 de mayo de 1920 - ibidem 18 de octubre de 1970) fue un militar colombiano. Brigadier General del Ejército Nacional de Colombia.

## Biografía
Hijo del político Arcadio Charry y de Abigail Solano. Estudio en el Instituto La Salle y el Colegio San Bartolomé. Bachiller del Instituto La Salle y el Colegio Antonio Nariño. Casado con Nidia Hormaza, tuvieron 8 hijos. Inicia su carrera militar en 1938 ordenado como cadete, en 1940 asciende a alférez, en 1941 a subteniente, en 1945 a teniente, en 1949 a capitán, para 1954 a mayor, en 1958 a teniente coronel, en 1962 a coronel y finalmente en 1968 es nombrado brigadier general en el gobierno de Carlos Lleras Restrepo.  Fue comandante del Batallón de artillería Tenerife, profesor de la Escuela Superior de Guerra, realizó un curso de inteligencia militar en Estados Unidos y se le considera el padre de la inteligencia del Ejército Nacional, fue comandante de la Octava Brigada, finalmente fue general de la República y comandante de la Brigada de Institutos Militares muriendo en ese cargo. 

## Homenajes
En 1964 se creó el Batallón de Inteligencia Contrainteligencia Brigadier Charry Solano (Binci-Charry Solano), que en 1986 pasó a denominarse Brigada XX.
La Escuela de Inteligencia y Contrainteligencia Ricardo Charry Solano. En 1993 es creada la Medalla Militar “Brigadier General Ricardo Charry Solano”.